# Приградина
Приградина је село у Бањанима, у општини Никшић у Црној Гори (некадашњој Старој Херцеговини). Према попису из 2003. било је 55 становника (према попису из 1991. било је 93 становника).

## Историја
Приградина је веома старо насеље. Остаци материјалне културе свједоче да се ту живјело и прије доласка Римљана, али не постоји свједочанство како се тада звало. Предање за Приградину зна већ од 15. и 16. вијека. Легенда каже да су потомци Павла Орловића, повлачећи се испред Турака, из предела Гацка стигли и Приградину где су се задржали неко вријеме. Под овим именом село помињу народне пјесме из 17. вијека.
Приградина је брдско-планинско село на изразито крашком земљишту. Она представља једно од села општине Никшић.
Братства у Приградини су Мићовић, Матовић, Крушић и Милошевићи. Постоје две цркве: Аранђелова црква и црква Светог Саве на Почивалама.

## Демографија
У насељу Приградина живи 44 пунолетна становника, а просечна старост становништва износи 41,6 година (37,6 код мушкараца и 46,0 код жена). У насељу има 19 домаћинстава, а просечан број чланова по домаћинству је 2,89.
Становништво у овом насељу веома је хетерогено, а у последња три пописа, примећен је пад у броју становника.
|  |

| Демографија | Демографија | Демографија |
| Година      | Становника  | Становника  |
| ----------- | ----------- | ----------- |
|             |             |             |
|             |             |             |
|             |             |             |
|             |             |             |
| 1948.       | 189         |             |
| 1953.       | 211         |             |
| 1961.       | 201         |             |
| 1971.       | 162         |             |
| 1981.       | 131         |             |
| 1991.       | 93          | 91          |
| 2003.       | 56          | 55          |
|             |             |             |

| Етнички састав према попису из 2003.‍ | Етнички састав према попису из 2003.‍ | Етнички састав према попису из 2003.‍ | Етнички састав према попису из 2003.‍ | Етнички састав према попису из 2003.‍ |
| ------------------------------------ | ------------------------------------ | ------------------------------------ | ------------------------------------ | ------------------------------------ |
|                                      |                                      |                                      |                                      |                                      |
| Срби                                 | Срби                                 |                                      | 30                                   | 54,54%                               |
| Црногорци                            | Црногорци                            |                                      | 25                                   | 45,45%                               |
| непознато                            | непознато                            |                                      | 0                                    | 0,0%                                 |

| Година пописа     | 1948. | 1953. | 1961. | 1971. | 1981. | 1991. | 2003. |
| ----------------- | ----- | ----- | ----- | ----- | ----- | ----- | ----- |
| Број домаћинстава | 38    | 45    | 39    | 34    | 27    | 28    | 19    |

| Број чланова      | 1  | 2 | 3 | 4 | 5 | 6 | 7 | 8 | 9 | 10 и више | Просек |
| ----------------- | -- | - | - | - | - | - | - | - | - | --------- | ------ |
| Број домаћинстава | 19 | 4 | 6 | 3 | 3 | 1 | 1 | 1 | 0 | 0         | 0      |

| Пол    | Укупно | Неожењен/Неудата | Ожењен/Удата | Удовац/Удовица | Разведен/Разведена | Непознато |
| ------ | ------ | ---------------- | ------------ | -------------- | ------------------ | --------- |
| Мушки  | 24     | 14               | 9            | 1              | 0                  | 0         |
| Женски | 22     | 5                | 8            | 9              | 0                  | 0         |
| УКУПНО | 46     | 19               | 17           | 10             | 0                  | 0         |

| Пол    | Укупно                    | Пољопривреда, лов и шумарство | Рибарство                            | Вађење руде и камена | Прерађивачка индустрија       |
| ------ | ------------------------- | ----------------------------- | ------------------------------------ | -------------------- | ----------------------------- |
| Мушки  | 7                         | 2                             | 0                                    | 0                    | 0                             |
| Женски | 0                         | 0                             | 0                                    | 0                    | 0                             |
| УКУПНО | 7                         | 2                             | 0                                    | 0                    | 0                             |
| Пол    | Производња и снабдевање   | Грађевинарство                | Трговина                             | Хотели и ресторани   | Саобраћај, складиштење и везе |
| Мушки  | 0                         | 0                             | 0                                    | 0                    | 0                             |
| Женски | 0                         | 0                             | 0                                    | 0                    | 0                             |
| УКУПНО | 0                         | 0                             | 0                                    | 0                    | 0                             |
| Пол    | Финансијско посредовање   | Некретнине                    | Државна управа и одбрана             | Образовање           | Здравствени и социјални рад   |
| Мушки  | 0                         | 0                             | 1                                    | 1                    | 1                             |
| Женски | 0                         | 0                             | 0                                    | 0                    | 0                             |
| УКУПНО | 0                         | 0                             | 1                                    | 1                    | 1                             |
| Пол    | Остале услужне активности | Приватна домаћинства          | Екстериторијалне организације и тела | Непознато            | Непознато                     |
| Мушки  | 0                         | 0                             | 0                                    | 2                    | 2                             |
| Женски | 0                         | 0                             | 0                                    | 0                    | 0                             |
| УКУПНО | 0                         | 0                             | 0                                    | 2                    | 2                             |